# Flowing Tears
Flowing Tears — німецький готик-метал-гурт, заснований у 2003 році у Вадгассені (Саар). Початково вони називалися Flowing Tears & Withered Flowers, це найменування використовувалося в перших кількох релізах. Остаточний склад гурту сформувався з вокалістки Гелен Фогт, гітариста/клавішника Бенджаміна Басса, басиста Девіда Фогта та барабанщика Стефана Джембалли.

## Історія

### 1994—1999: Формування та перші альбоми
Гурт утворився в 1994 році як Flowing Tears & Withered Flowers. Під цією назвою вони випустили демо Bijou в 1995 році, два повноформатних альбоми: Swansongs у 1996 році та Joy Parade у 1998 році, а також міні-альбом Swallow у 1999 році. У Swansongs Манфред Берсін виконав чоловічий вокал. Після виходу міні-альбому група скоротила назву до «Flowing Tears».

### 2002—2004:Serpentineта зміна вокаліста

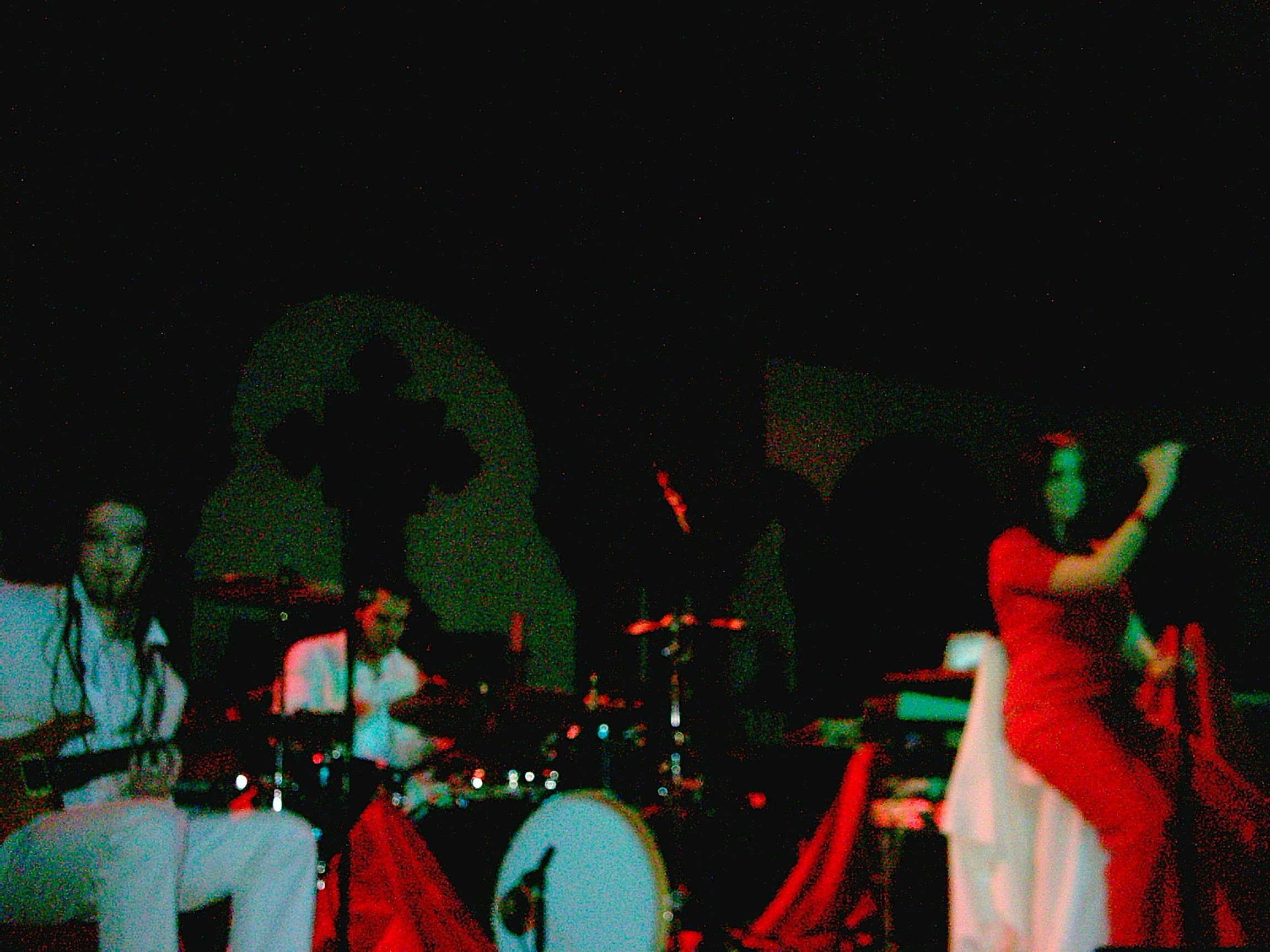
Концерт Flowing Tears під час Sleepy Buildings Tour (Берлін, 10 березня 2004)

Випускаючи Serpentine у 2002 році, гурт спирався на роботу, яку вони виконали у Jade, додавши трохи швидшого темпу та менш меланхолійного звучання. Після випуску Serpentine Стефані Дюшен покинула групу з особистих причин. На заміну прийшла вокалістка Гелен Фогт. Гурт випустив свій п'ятий студійний альбом Razorbliss зі звучанням, схожим на Serpentine, і вокалом Фогт, подібним до вокалу Стефані Дюшен.
Група гастролювала з After Forever у квітні та травні 2004 року. 20 жовтня 2004 року, лише через сім місяців після випуску Razorbliss, два засновники Flowing Tears, Бйорн Лорсон і Крістіан Циммер, загинули в автомобільній аварії. Перший із них на той час ще був у складі гурту.

### 2008—2014:Thy Kingdom Goneта перерва

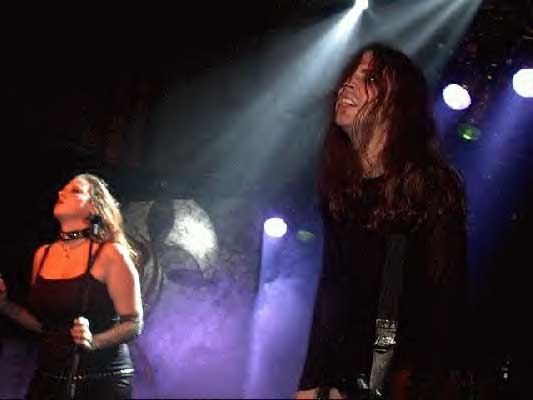
Гелен Фогт і Фредерік Лесні (2004)

У жовтні 2008 вийшов шостий повноформатний альбом Flowing Tears, Thy Kingdom Gone. Це концептуальний альбом, що містить 12 пісень, а також художні образи, створені Спіросом «Сетом» Антоніу — художником, що працював для Moonspell, Soilwork і Paradise Lost.
Згідно з оновленням статусу Гелен Фогт на Facebook у січні 2013 року, група стала на перерву, водночас вона висловила бажання колись записати новий альбом. Однак у березні 2014 року вона оголосила, що Thy Kingdom Gone стане останнім альбомом групи.

## Учасники

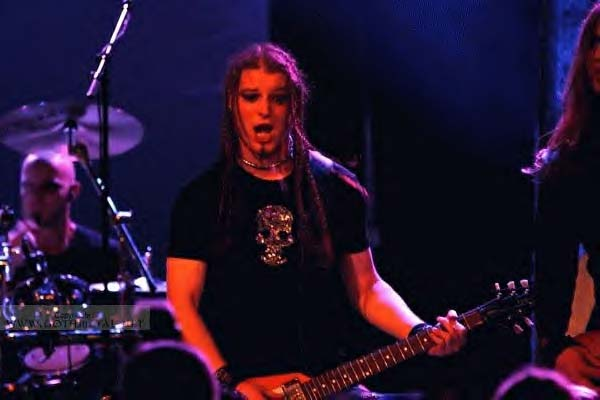
Стефан Джембалла та Бенджамін Басс (2004)

### Остаточний склад
- Гелен Фогт — вокал (2003—2014)
- Бенджамін Басс — гітари, програмування, клавішні (1994—2014)
- Девід Фогт — бас-гітара (2007—2014)
- Стефан Джембалла — ударні (2002—2014)

### Колишні члени
- Лена Фішер — клавішні (1994—1995)
- Бьорн Лорсон — гітара (1994—1995) (помер)
- Манфред Берсін — вокал (1994—1998), гітара (1996—1999)
- Крістіан Циммер — ударні (1994—1997) (помер)
- Стефані Дюшен — вокал (1998—2003)
- Ерік Гілт — ударні (1998—2000)
- Майк Волц — клавішні (2000)
- Фредерік Лесні — бас (1994—2007)[8].

## Дискографія

### Як Flowing Tears & Withered Flowers
- Bijou (демо; 1995)
- Swansongs (1996)
- Joy Parade (1998)
- Swallow (EP; 1999)

### Як Flowing Tears
- Jade (2000)
- Serpentine (2002)
- Razorbliss (2004)
- Invanity — Live in Berlin (2007)
- Thy Kingdom Gone (2008)